# 허브 (잡지)
《허브》(HER'B)는 도서출판 허브에서 발행하던 대한민국의 만화 잡지이다. 2004년 7월 27일에 창간되었다. 2005년까지 월간으로 발행되었으나 2006년부터 격월간으로 전환하겠다고 발표하였다. 2006년 4월 15일에 2006년 1호(통권 18호)가 발행된 후 발행이 되지 않고 있다. 잡지나 홈페이지를 통해서 폐간이나 휴간이 공지되지 않았으나 사실상 폐간 상태이다.

## 연재 작품
- 몽환가족
- 제멋대로 함선 디오티마
- 조우
- 민물고기
- 행복한 Missy 박
- 들꽃이야기
- 나는 이상한 회사에 취직했다